# برایان فورچون
برایان فورچون (انگلیسی: Brian Fortune) یک هنرپیشه اهل جمهوری ایرلند است.
از فیلم‌ها یا برنامه‌های تلویزیونی که وی در آن نقش داشته‌است می‌توان به دست‌نوشته محرمانه، پروفسور و مرد دیوانه، وایکینگ‌ها و های اسپارو اشاره کرد.